# Молибдат кадмия
Молибдат кадмия — неорганическое соединение,
соль кадмия и молибденовой кислоты с формулой CdMoO4,
бесцветные кристаллы,
слабо растворяется в воде.

## Получение
- Обменная реакция между нитратом кадмия и молибдатом натрия:

{\displaystyle {\mathsf {Cd(NO_{3})_{2}+Na_{2}MoO_{4}\ {\xrightarrow {}}\ CdMoO_{4}\downarrow +2NaNO_{3}}}}

## Физические свойства
Молибдат кадмия образует бесцветные кристаллы
тетрагональной сингонии,
пространственная группа I 41/a,
параметры ячейки a = 0,5148 нм, c = 1,117 нм, Z = 4.
При давлении 120 тыс. атм переходит в моноклинную фазу.
Слабо растворяется в воде.